# Lipperscheid
Lipperscheid (en luxemburguès: Lëppschent; en alemany: Lipperscheid) és una vila de la comuna de Bourscheid situada al districte de Diekirch i el cantó de Diekirch. Està a uns 34 km de distància de la ciutat de Luxemburg.